# Libeliška Gora, Suha
Libeliška Gora (nemško Berg ob Leifling) je naselje v Občini Suha v Okraju Velikovec na Koroškem v Avstriji.